# Caso Lucélia Rodrigues da Silva

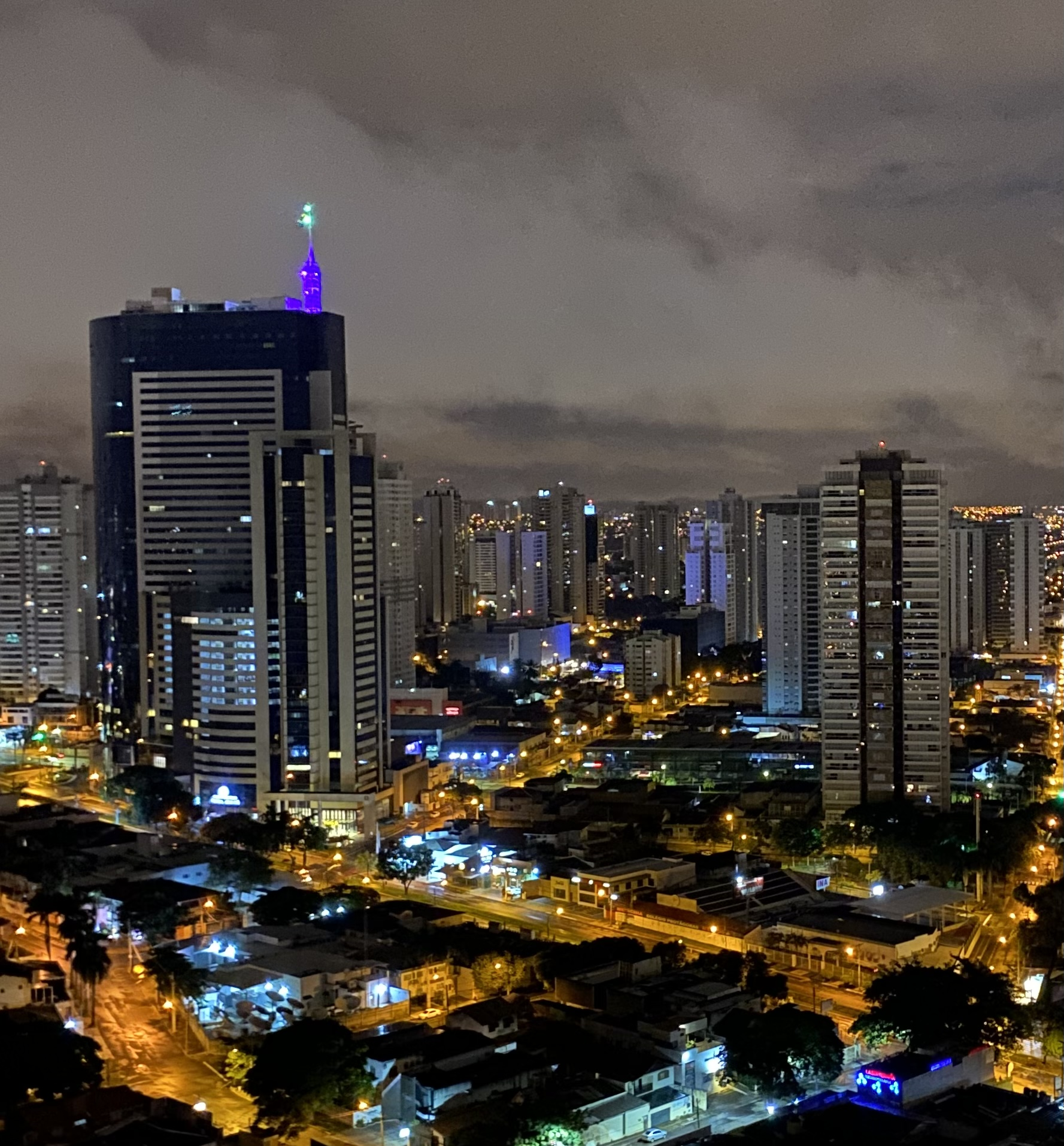
Local onde morava Sílvia Calabresi Lima

O Caso Lucélia Rodrigues da Silva refere-se ao caso de tortura da menina Lucélia Rodrigues da Silva, que foi encontrada pela polícia, acorrentada e amordaçada, quando tinha 12 anos de idade, em 2008. Ela era vítima de violência de sua mãe adotiva, a empresária Sílvia Calabresi Lima, moradora do Setor Marista, bairro nobre de Goiânia.
Em fevereiro de 2020, quando exibiu uma entrevista de Lucélia, a Record TV Goiás classificou o caso como "um dos trinta casos de violência mais chocantes do Brasil". Já o portal Terra o classificou como "um dos trinta crimes que abalaram o Brasil".
Em junho de 2021, Lucélia disse para a TV Anhanguera: “É possível [superar]. Eu perdoei, escolhi perdoar. Perdoar não é esquecer. É lembrar e não sentir mais dor”.

## Biografia
Filha de pais pobres, Lucélia foi levada por Sílvia para estudar, com autorização da mãe. À Record TV ela falou em 2020 que inicialmente a mãe adotiva havia sido carinhosa com ela. "Ela me levou para comprar roupas novas, me matriculou num colégio interno. Eu era tratada como uma princesa". A vítima revelou que tudo mudou depois de cerca de seis meses, quando passou a ser torturada. Ela também era obrigada a realizar serviços domésticos considerados inadequados para sua idade.
Após a descoberta do crime, Lucélia foi para um abrigo e depois foi adotada por um casal de pastores. Atualmente é casada e tem dois filhos. “Meu sonho era casar e ter família. Casei. Realizei meu sonho de ser mãe. Minha família é meu bem maior”, disse durante entrevistas.
Em 2016, 2020 e 2024 concorreu como vereadora em Goiânia, mas não foi eleita. 

## Os crimes
Entre as torturas infligidas à Lucélia estão: ficar até dois dias sem comer, ter a língua cortada com um alicate, ter seus dedos das mãos e pés prensados na porta (perdeu a ponta de um dedo), levar surra com o cabo da vassoura, ter pimenta colocada na boca, nariz e olhos, ser obrigada a comer fezes de cachorro e uma barata, entre outras coisas. "Ela me deu 70 pauladas na cabeça, 60 na nuca, nove no estômago. Eu lembro, porque fui obrigada a contar todas elas. Naquele dia não teve jeito e ela foi obrigada a me levar ao hospital", disse para a Record TV. Lucélia também revelou que foi obrigada a dizer ao médico que tinha caído da escada.
"Cheguei a ficar 12 horas acorrentada", disse a vítima também, sobre outra das torturas que sofreu. Quando indagada por que não havia pedido ajuda, nem mesmo no Colégio Militar onde estudou, ela disse que era por medo.
O crime foi descoberto quando um vizinho, que Lucélia chamou de Dr. Fábio, notou que ela não ia mais à escola. Ele fez uma denúncia. Quando os policiais da Delegacia de Proteção à Criança e ao Adolescente (DPCA) foram até o apartamento, encontraram a menina amarrada e amordaçada.

## Prisão e pena
Sílvia Calabresi Lima foi presa em março de 2008 e condenada a 15 anos de prisão. Recebeu o direito de progressão para regime semiaberto em 2014.
A empregada da criminosa, Vanice Maria Novais, também foi condenada, em junho de 2008, a sete anos de prisão por participação no crime. Já o  marido de Sílvia, Marco Antônio Calabresi Lima, pegou uma sentença de um ano e oito meses por omissão, mas teve a pena comutada por serviços comunitários. Também em junho de 200, a Justiça condenou o casal a pagar uma indenização de 380 mil reais por danos morais e estéticos, além de verbas trabalhistas, à vítima.
“Todas estas condutas fazem parte de uma mesma intenção criminosa, objetivando sempre a prática de tortura que, pelo que se pode inferir, foi, ao longo do tempo, aumentando em intensidade e quantidade. A questão somente de o tipo penal tortura exigir a prática de violência ou grave ameaça torna-se irrelevante, até porque, entendo, mesmo nas oportunidades em que a vítima era privada de alimentação, ou submetida a trabalho excessivo ou inadequado, somente havia o objetivo de privá-la de resistência para submeter-se com maior facilidade às ameaças e violências diárias”, disse o juiz José Carlos Duarte, da 7ª Vara Criminal do Tribunal de Justiça de Goiás, à época da condenação.
A mãe biológica de Lucélia, Joana d'Arc da Silva, que havia ido a júri popular sob a acusação de ter recebido dinheiro para entregar a filha a Sílvia, foi absolvida. Indiciado por omissão, igualmente absolvido foi o filho de Sílvia.